# Петровский спуск (пристань)
Петровский спуск — историческая пристань в центре Санкт-Петербурга, на Большой Неве. Находится у западного павильона Главного Адмиралтейства.

## История
Исторически между флигелями Адмиралтейства до постройки набережной находилась Адмиралтейская пристань.
Петровский спуск сохранил название, данное ему при постройке. Оно произошло по названию площади, находившейся рядом (Петровская). В отличие от спуска, площадь неоднократно переименовывалась (Петровская → Сенатская → Декабристов → снова Сенатская).
Петровский спуск был построен в 1820-1824 годах инженером А. Д. Готманом одновременно с постройкой Дворцовой пристани, которая находилась в месте выхода Дворцового проезда к Неве. Сам спуск находится у западного павильона Главного Адмиралтейства.

## Вазы

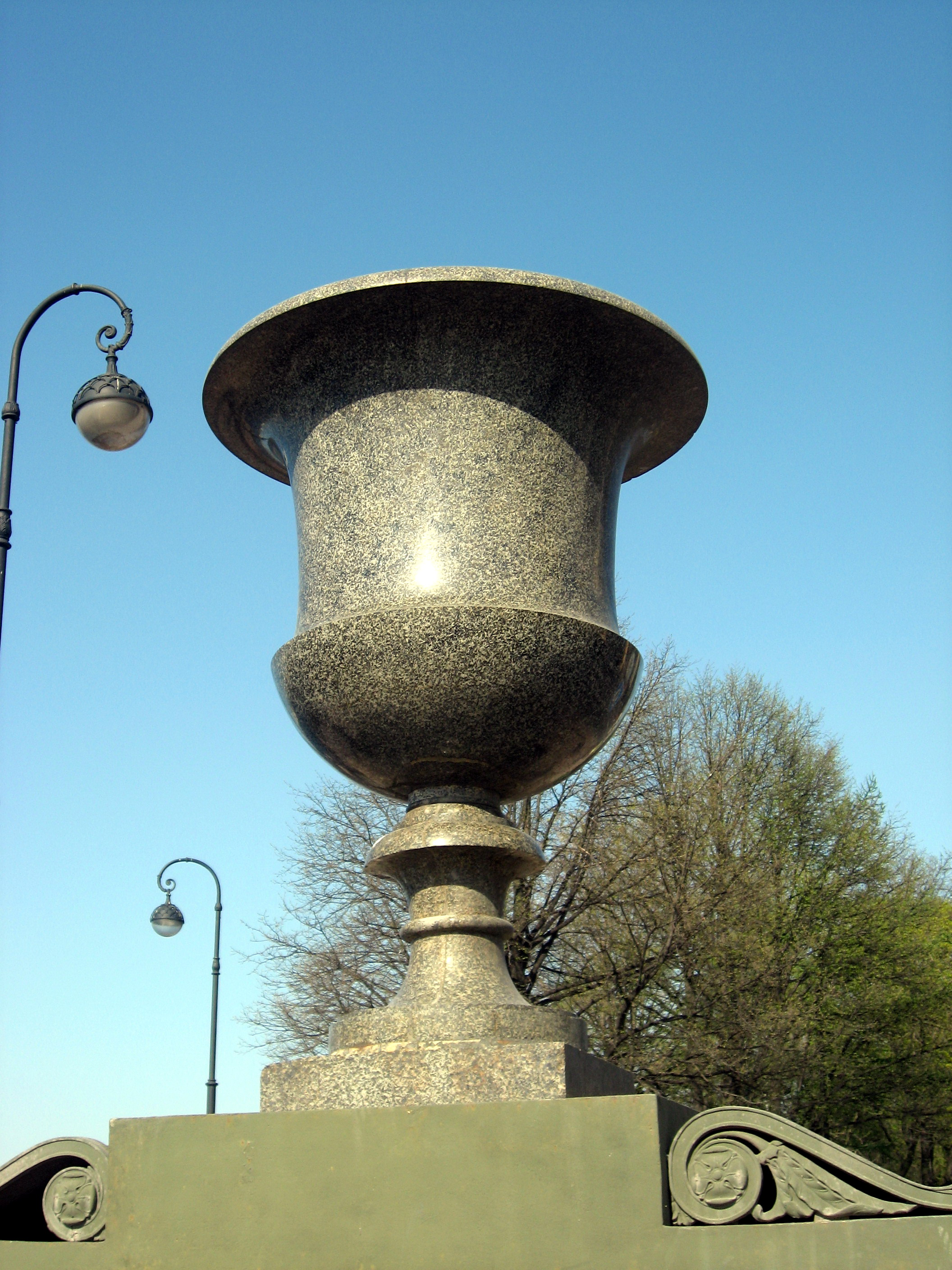
Одна из ваз

На спуске установлены большие порфировые вазы. они были установлены на чугунные постаменты с волютами, отлитыми по проекту архитектора Л. И. Шарлеманя.
Эти пьедесталы были сделаны вместе с пьедесталами львов Дворцовой пристани.
Две вазы выполнены из полированного порфира на Эльфдаленской гранильной фабрике в Швеции.
В 1830 году они прибыли в Россию как дар короля Швеции и находились в Таврическом дворце до 1832 года.
После этого они были установлены на Дворцовой пристани вместе со львами как украшение в 1832 году, и, в связи с открытием движения по Адмиралтейской набережной, были перенесены на это место.